# Josef Ruff
Josef Ruff (* 1. Juli 1846 in Werbass, Königreich Ungarn, Österreich-Ungarn; † 4. Februar 1912 in Karlsbad, Königreich Böhmen, Österreich-Ungarn) war ein österreichischer Arzt und populärmedizinischer Schriftsteller.

## Leben
Josef Ruff stammte aus einer jüdischen Familie. Er studierte Medizin in Pest und Wien und promovierte. Danach praktizierte er in Wien. 1874 ließ er sich als Arzt in Stuttgart nieder. Dort war er auch im Vorstand der jüdischen Gemeinde und als Obmann der österreichisch-ungarischen Kolonie aktiv. In den 1880er Jahren praktizierte er in Straßburg im Elsass. Ab 1885 war er als Badearzt in Karlsbad tätig. Dort war er auch Obmann des Ärztlichen Vereins und ständiges Mitglied der städtischen Gesundheitskommission.
Ruff veröffentlichte populärmedizinische Schriften sowie einen Führer durch Karlsbad. 1887 übernahm Ruff die Leitung der Zeitschrift Gesundheit. 

## Schriften
- Illustrirtes Gesundheits-Lexicon, ein populäres Handbuch für Jedermann zur Belehrung und Berathung in gesunden und kranken Tagen. Schultz, Straßburg 1882; 6. Auflage 1897; 7. Auflage 1914.
- Das Stottern, seine Ursachen und seine Heilung. Für Eltern, Lehrer und Erzieher. Hucke, Leipzig 1885.
- Das Buch der vernünftigen Krankenpflege. Praktische Winke und Belehrungen für Leidende und Genesende von weiland Prof. Dr. C. Reclam. Winter, Leipzig 1889.
- Die Zuckerkrankheit (Diabetes mellitus). Ihre Erscheinung und ihre Behandlung. Laupp, Tübingen 1887.
- Diät und Wegweiser für Gallen- und Nierensteinleidende (= Sammlung medizinischer Wegweiser. 15/16). Steinitz, Berlin 1891.
- Schutz der Gesundheit für jedermann, illustriertes Handbuch der öffentlichen und privaten Gesundheitspflege. Straßburger Druck- und Verlagsanstalt, Straßburg 1893.
- Die Karlsbader Diät vor, während und nach der Kur, mit einleitenden Bemerkungen über Diät und Krankenpflege im Allgemeinen (= Fellers Diätetische Führer. Bd. 3). 2. Auflage. Karlsbad/Leipzig 1894.
- Karlsbad, wie es war und wie es ist. Ein Führer für Kurgäste. Im Auftrage des Stadtrathes bearbeitet. Selbstverlag der Stadtgemeinde, Karlsbad 1898 u.ö.
  - französische Übersetzung: Carlsbad de jadis et d’aujourd’hui. Karlsbad 1898.
  - tschechische Übersetzung: Karlovy Vary jindy a nyni. Karlsbad 1903.
  - englische Übersetzung: Carlsbad as it was and is. A guide for visitors. Karlsbad 1904.
- Diät und Wegweiser für Gallensteinleidende. Mit einem Anhang: Karlsbader Kur oder Operation? (= Sammlung medizinischer Wegweiser. 15). 2., neubearbeitete Auflage. Steinitz, Berlin 1904; 3. Auflage 1914.
- Diät und Wegweiser für Nierenleidende (= Sammlung medizinischer Wegweiser. 16). 3., umgearbeitete Auflage. Steinitz, Berlin 1905.